# چرنگخوو (استان سیلسیان)
چرنگخوو (به لهستانی:  Czernichów) یک روستا در لهستان است که در گمینا چرنگخوو (استان سیلسیان) واقع شده‌است. چرنگخوو ۱٬۰۹۸ نفر جمعیت دارد.